# 요미탄촌
요미탄촌(일본어: 読谷村)은 일본 오키나와현 나카가미군의 촌으로, 오키나와시 서북쪽에 있다.
2019년 6월 1일 기준으로 일본에서 가장 인구가 많은 촌이고, 인구 밀도도 나카가미군 기타나카구스쿠촌에 이어 2번째로 높다.
인구 규모로는 정(町)이 될 수 있으나, 촌(村) 상태를 유지하고 있다.

## 지리

### 인접한 자치체
- 오키나와시
- 나카가미군 가데나정
- 구니가미군 온나촌

## 역사
서해안의 사구상에는 오키나와 패총시대(본토의 야요이 시대에 해당)의 유적이 많으며 도구치 무명원 유적에서는 규슈의 영향을 받았다고 여겨지는 상자식 석관묘가 발견되고 있다. 이 유적은 1978년 11월 15일에 일본의 국가 사적으로 지정되었다.
또 히사가와 하구 부근의 도구치 동원유적에서는 손톱모양토기가 발견돼 오키나와의 선사시대 문화가 약 7000년 전으로 거슬러 올라가는 것으로 밝혀졌다.
제2차 세계 대전까지는 요미탄야마촌(読谷山村)이었지만, 전쟁 후에 현재의 촌명이 되었다.
- 1908년 4월 1일 - 정촌제 시행으로 구획의 요미야산 간절 전역을 요미야산촌(讀谷山村)으로 정했다.
- 1943년 4월 - 마을 중앙부에 일본 육군 오키나와 북비행장 건설을 개시하였다.
- 1945년 4월 1일 - 미군이 북비행장을 목표로 상륙하여 「집단 자결」을 포함해 많은 주민의 생명이 희생되었고, 또 요미타니촌 전역이 점령지가 되었으며 미군 기지는 이후 계속 확대 정비되어 2006년까지 마을 중앙부를 군사 시설이 차지하게 되었다.
- 1946년 8월 - 미군 기지가 95%의 토지를 점유하고 약 5%의 토지에 해당하는 하비히라, 고지보 등 일부 지역에 귀촌을 허가하였다.
- 1946년 11월 20일 - 제1차 주민 이동으로 약 5천 명이 귀촌하였다.
- 1946년 12월 16일 - 요미탄촌으로 개칭하여 현재의 이름이 되었다.
- 1997년 4월 1일 - 현재의 요미탄촌 사무소가 완공되었다. 반환 전 요미탄 보조비행장에 건설되었기 때문에 일미지위협정 제2조 제4항(a)의 '미일에 의한 공동사용'이라는 형태를 취했다.
- 2014년 1월 1일 - 이와테현 이와테군 다키자와촌이 시로 승격되면서 이 결과 요미탄촌의 인구가 일본의 촌 중에서 1위로 올라섰다.

## 교통

### 도로
- 국도 58호선